# Malekulatina
La malekulatina es un alcaloide bistetrahidroisoquinolínico aislado de la corteza de Hernandia peltata (Hernandiaceae). Muestra una actividad antiplasmódica y evita la agregación de plaquetas. [α]25D = +156 (c, 0.14 en MeOH)